# Cantone di Thiviers
Il Cantone di Thiviers è una divisione amministrativa dell'arrondissement di Nontron e dell'arrondissement di Périgueux.
A seguito della riforma approvata con decreto del 21 febbraio 2014, che ha avuto attuazione dopo le elezioni dipartimentali del 2015, è passato da 10 a 24 comuni.

## Composizione
I 10 comuni facenti parte prima della riforma del 2014 erano:
- Corgnac-sur-l'Isle
- Eyzerac
- Lempzours
- Nantheuil
- Saint-Jean-de-Côle
- Saint-Martin-de-Fressengeas
- Saint-Pierre-de-Côle
- Saint-Romain-et-Saint-Clément
- Thiviers
- Vaunac

Dal 2015 i comuni appartenenti al cantone sono i seguenti 24:
- Chalais
- La Coquille
- Corgnac-sur-l'Isle
- Eyzerac
- Firbeix
- Jumilhac-le-Grand
- Lempzours
- Ligueux
- Mialet
- Nantheuil
- Nanthiat
- Négrondes
- Saint-Front-d'Alemps
- Saint-Jean-de-Côle
- Saint-Jory-de-Chalais
- Saint-Martin-de-Fressengeas
- Saint-Paul-la-Roche
- Saint-Pierre-de-Côle
- Saint-Pierre-de-Frugie
- Saint-Priest-les-Fougères
- Saint-Romain-et-Saint-Clément
- Sorges
- Thiviers
- Vaunac